# Боа-Алдея
Бо́а-Алде́я (порт. Boa Aldeia) — район (фрегезия) в Португалии, входит в округ Визеу. Является составной частью муниципалитета  Визеу. По старому административному делению входил в провинцию Бейра-Алта. Входит в экономико-статистический  субрегион Дан-Лафойнш, который входит в Центральный регион. Население составляет 589 человек на 2001 год. Занимает площадь 8,22 км².